# Бабиков, Михаил Васильевич
Михаи́л Васи́льевич Ба́биков (1918, Зюзьки, Могилёвская губерния — 8 апреля 1942, район реки Лотта, Мурманская область) — советский пограничник, ефрейтор. Погиб, награждён орденом Ленина.

## Биография
Михаил Васильевич Бабиков родился в 1918 году в деревне Зюзьки (ныне — в Краснинском районе Смоленской области) в крестьянской семье. Отец — Василий Афанасьевич, мать — Мария Иосифовна. После окончания школы Михаил работал на стройке в Смоленске, затем на заводе в Ленинграде.
Осенью 1938 года был призван на воинскую службу, в пограничные войска. Участвовал в Зимней войне, после начала Великой Отечественной войны участвовал в обороне Заполярья.

### Последний бой
7 апреля 1942 года немцы нанесли мощный удар по стоявшему в обороне 82-му сводному погранотряду. Цель удара — прорыв обороны, выход к Мурмашам и Кировской железной дороге. Застава под командованием старшего лейтенанта Халатина вынуждена была принять неравный бой в районе высоты Круглая. На пятые сутки почти все погибли. Но ефрейтор Михаил Бабиков, несколько раз раненый, продолжал вести бой. Когда кончились патроны, в ход пошли гранаты. Последней гранатой Бабиков подорвал себя и окруживших его противников.

## Память

Памятник Михаилу Васильевичу Бабикову В Заполярном

- Именем Михаила Васильевича Бабикова названы улицы в городах Мурманск и Заполярный, посёлке Никель.
- На берегу реки Паткола, рядом с дорогой, ведущей к Верхнетуломской ГЭС, был установлен памятник героям-пограничникам 6-й погранзаставы Рестикентского погранотряда.
- 2 августа 1946 года приказом МВД № 307 именем ефрейтора Бабикова названа одна из пограничных застав.
- В Мурманске на доме по улице Бабикова, 9 установлена мемориальная доска[1].
- В городе Заполярном установлен памятник[2].